# Małoje Pożarowo
Małoje Pożarowo (ros. Малое Пожарово) – wieś w Rosji, w rejonie kiczmiengsko-gorodieckim obwodu wołogodzkiego. W 2010 r. liczyła 25 mieszkańców.